# Apostolsko nasledstvo
Apostolsko nasledstvo je krščanska doktrina, po kateri so zdajšnji škofje veljavni nasledniki Jezusovih apostolov.
Pogledi na doktrino niso popolnoma enotni v različnih krščanskih Cerkvah in denominacijah, večina pa se strinja z naslednjim glavnim principom: Jezus je svojo duhovno avtoriteto izročil apostolom. Apostoli so svojo avtoriteto izročili prvim škofom s polaganjem rok - škofovskim posvečenjem. Ti so jo na enak način prenašali na svoje naslednike. Danes veljajo kot veljavno posvečeni tisti škofje, na katere je prešlo škofovsko posvečenje preko prejšnjih škofov v nepretrgani verigi, ki se je začela z Jezusom in apostoli. Na to naj bi se nanašala tudi beseda apostolska v Nicejsko-carigrajski veroizpovedi: »Verujem v eno sveto, katoliško in apostolsko Cerkev,...«
Tak pogled na apostolsko nasledstvo zagovarjajo vse katoliške in pravoslavne Cerkve. Razhajajo se samo pri vprašanju, ali se je vodilna vloga svetega Petra prenesla na današnjega papeža in kakšen pomen ima zato papež in Rimskokatoliška cerkev. 
Kljub enakemu pojmovanju te doktrine omenjene Cerkve večinoma priznavajo veljavnost apostolskega nasledstva samo Cerkvam iz svoje skupine (tistim, s katerimi so v polnem občestvu) ne pa tudi tistim iz druge skupine. Stvari se na tem področju izboljšujejo z napredkom ekumenskega gibanja.
Anglikanska in Starokatoliška Cerkev pri odcepitvi od Rimskokatoliške cerkve nista prekinili verige apostolskega nasledstva in njihovi škofje štejejo za veljavne naslednike apostolov. Njihovo škofovsko posvečenje bi moralo biti veljavno tudi v očeh Rimskokatoliške Cerkve vsaj v primeru moškega škofovstva (primeri, ko se v teh dveh Cerkvah škofovsko posvečenje prenaša preko žensk-škofinj, so bolj sporni, saj Rimskokatoliška cerkev škofovskega posvečenja žensk ne priznava).
V protestantskih skupnostih večinoma ne priznavajo apostolskega nasledstva v zgoraj opisanem pomenu. Nekatere protestantske skupnosti o apostolskem nasledstvu sploh ne govorijo, druge pa se sklicujejo na apostolsko nasledstvo v smislu verskega nauka, ki je prehajal od Jezusa in apostolov do današnjih verskih voditeljev.